# ولادیمیر پتژیچک
ولادیمیر پتژیچک (چکی: Vladimír Petříček؛ زادهٔ ۱۷ ژوئن ۱۹۴۸) قایقران روئینگ اهل چکسلواکی بود.
وی در مسابقات کشوری و بین‌المللی در مجموع برندهٔ ۱ مدال طلا، ۱ مدال نقره، ۳ مدال برنز شده‌است.